# روپرت ونسیتارت
روپرت ونسیتارت (انگلیسی: Rupert Vansittart؛ زادهٔ ۱۰ فوریهٔ ۱۹۵۸) بازیگر اهل بریتانیا است.
از فیلم‌ها یا برنامه‌های تلویزیونی که وی در آن نقش داشته است، می‌توان به شجاع‌دل، چهار عروسی و یک تشییع جنازه، جانی اینگلیش دوباره متولد می‌شود، جزیره کاتروت، مارگارت، آستنلند و تپش قلب اشاره کرد.